# Sacra Famiglia con Gesù come Imperator mundi
La Sacra Famiglia con Gesù come Imperator mundi è un dipinto tempera su tela (71x50,5 cm) attribuita ad Andrea Mantegna, databile al 1490-1500 circa e conservato nel Petit Palais di Parigi. 

## Descrizione e stile
L'opera è identica nel Bambino e nella Madonna che cuce, oltre che nel formato, alla Sacra Famiglia con san Giovannino nella National Gallery di Londra. Il Bambino eretto rimanda inoltre a numerose altre sacre famiglie di piccolo formato di quel periodo (la migliore è probabilmente la Sacra Famiglia con sant'Anna e san Giovannino a Dresda).
La versione parigina, forse più antica (sebbene a causa delle condizioni di conservazione non ottimali alcuni escludano l'attribuzione diretta a Mantegna), ha un'impostazione più tradizionale, con il parapetto su cui stanno Gesù bambino, rappresentato come Imperator mundi, con lo scettro sormontato dalla croce e la sfera che simboleggia il potere sulla terra, e il giovane Giovanni Battista, che lo indica e regge in mano il tipico cartiglio con la scritta "Ecce Angnus Dei..." Manca il curioso pozzo in cui è immersa Maria, presente nella tela londinese. Il velo di Maria presenta alcune lumeggiature dorate, di particolare pregio. La tela londinese inoltre presenta una maggiore dolcezza nello sfumato e uno sfondo con cielo, foglie e frutta, che farebbero pensare a una datazione successiva all'opera parigina. 
Insolita è l'assenza di san Giuseppe, sostituita da una santa anziana vestita di rosso che guarda con attenzione Maria: forse sant'Anna o sant'Elisabetta. Essendo dietro Maria è più probabile che si tratti della prima.